# Keith Devlin

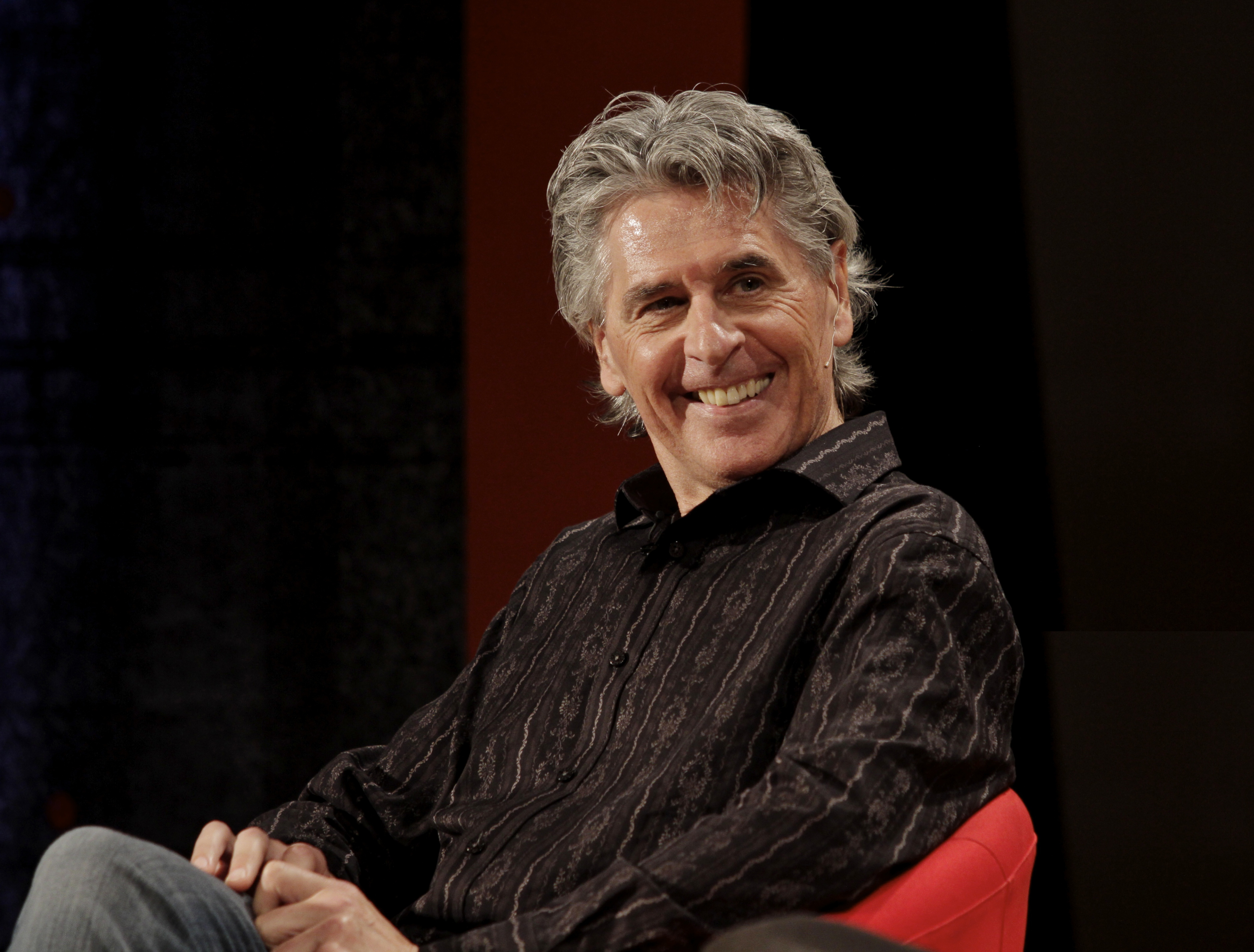
Keith Devlin (2011)

Keith J. Devlin (Hull, 16 maart 1947) is een Brits wiskundige en schrijver van populair-wetenschappelijke boeken. 

## Biografie
Devlin is mede-oprichter en directeur van het aan de Stanford-universiteit verbonden onderzoeksinstituut van menswetenschappen en technologie (H-STAR), mede-oprichter van het onderzoeksprogramma Stanford Media X als samenwerking tussen industrie en universiteit, onderzoeker aan het Center for the Study of Language and Information en consulting professor in de wiskunde aan Stanford. Hij is verder commentator op National Public Radios Weekend Edition, waar hij bekendstaat als de "The Math Guy" (de wiskundejongen).
Ten slotte is hij de auteur van 31 boeken (stand 2011). Verschillende van zijn werken richten zich op het algemene publiek. 

## Lijst van boeken (gedeeltelijk)
- (en)  The Millennium Problems: the Seven Greatest Unsolved Mathematical Puzzles of Our Time. Basic Books (2002). ISBN 0465017304.
- (en)  The Math Gene: How Mathematical Thinking Evolved and Why Numbers Are Like Gossip. Basic Books (2000). ISBN 0465016197.
- (en)  Mathematics: The New Golden Age. Columbia University Press (1999). ISBN 023111639X.
- (en)  Mathematics: The Science of Patterns. Holt Paperbacks (1996). ISBN 0805073442.
- (en)  The Joy of Sets: Fundamentals of Contemporary Set Theory. Springer (1993). ISBN 0387940944.

## Voetnoten
1. ↑   Archief van de Math Guy series van NPR Weekend Edition
2. ↑  https://www.stanford.edu/~kdevlin/